# جو هيون-جاي
جو هيون-جاي (الكورية: 주현재) هو لاعب كرة قدم كوري جنوبي في مركز الدفاع، ولد في 26 مايو 1989 في كوريا الجنوبية. لعب مع إنتشون يونايتد.

## وصلات خارجية
- جو هيون-جاي على موقع دوري كوريا الجنوبية (الإنجليزية)
- جو هيون-جاي على موقع قاعدة بيانات كرة القدم.إي يو (الإنجليزية)
- جو هيون-جاي على موقع Soccerway.com (الإنجليزية)